# Boston Manor (métro de Londres)
Pour les articles homonymes, voir Boston Manor.
Boston Manor est une station de la Piccadilly line du métro de Londres, en zone 4. Elle est située dans le quartier de la Boston Manor House, dans le Borough londonien de Hounslow, et sur la frontière avec le borough londonien d'Ealing.

## À proximité

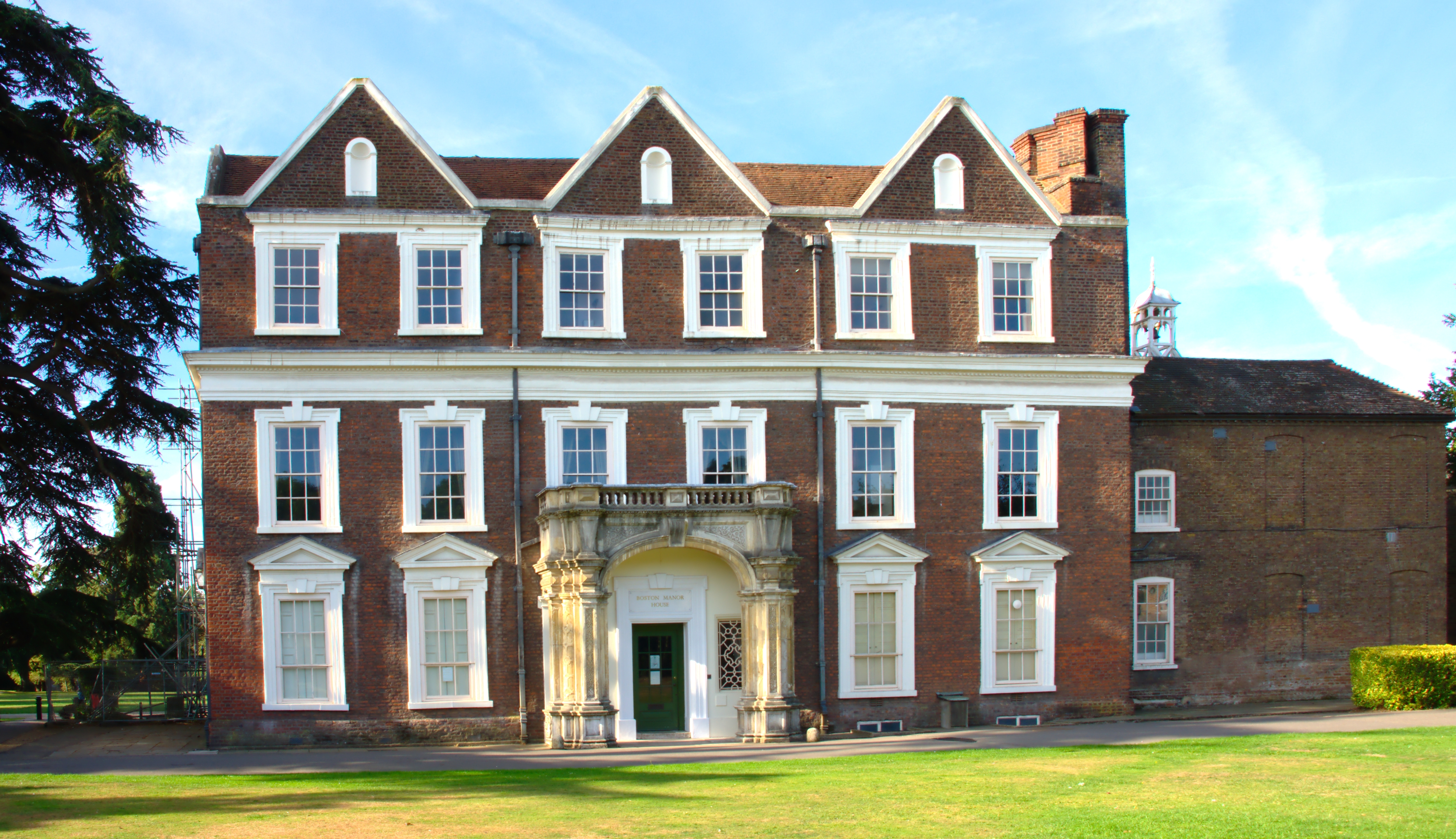
Boston Manor House, située au sud de la station.

À environ 1 km au sud de la station se trouve, au sein du parc Boston Manor, la maison historique de Boston Manor House, qui lui donna son nom. Originellement propriété de la Couronne, en 1547 elle fut vendue à Edward Seymour. Plus tard, elle devint la propriété du financier Thomas Gresham. Après son mort, la propriété passa à son beau-fils William Reade, et sa femme avait la maison actuelle bâtie. Le bâtiment actuel fut complété vers 1622. La maison devint la propriété de la famille Clitherow en 1680, et cette famille continuait à habiter ici jusqu'en 1923, quand elle devint un musée.
Tout proche se trouve aussi le Parc Blondin.
En bas de la Boston Park Road se trouve l'église Saint-Jean l'Évangéliste de Brentford, construite en 1866 sur les plans de l'architecte Jackman, ainsi qu'un campus de l'Université de Thames Valley, puis, au-delà de la A4, la gare de Brentford.
Au nord de la station, sur la même route, se trouve l'église Saint-Thomas Apôtre de Hanwell, construite en 1934 par Sir Edward Maufe.